# Apatura moffartsi
Apatura moffartsi är en fjärilsart som beskrevs av Cabeau 1921. Apatura moffartsi ingår i släktet Apatura och familjen praktfjärilar. Inga underarter finns listade i Catalogue of Life.